# Joziratia anjouanae
Joziratia anjouanae är en skalbaggsart som beskrevs av Renaud Maurice Adrien Paulian 1961. Joziratia anjouanae ingår i släktet Joziratia och familjen Melolonthidae. Inga underarter finns listade i Catalogue of Life.